# Färöische Fußballmeisterschaft 1984
Die Färöische Fußballmeisterschaft 1984 wurde in der 1. Deild genannten ersten färöischen Liga ausgetragen und war insgesamt die 42. Saison. Sie startete am 21. April 1984 mit dem Spiel von NSÍ Runavík gegen B68 Toftir und endete am 22. September 1984.
Aufsteiger NSÍ Runavík kehrte nach vier Jahren in die höchste Spielklasse zurück. Meister wurde B68 Toftir, die den Titel somit zum ersten Mal erringen konnten. Titelverteidiger GÍ Gøta landete auf dem sechsten Platz. Absteigen musste hingegen erstmals B36 Tórshavn als Gründungsmitglied der 1. Deild.
Im Vergleich zur Vorsaison verschlechterte sich die Torquote auf 3,16 pro Spiel. Den höchsten Sieg erzielte KÍ Klaksvík mit einem 7:1 im Auswärtsspiel gegen B36 Tórshavn am fünften Spieltag, was zugleich das torreichste Spiel darstellte.

## Modus
In der 1. Deild spielte jede Mannschaft an 14 Spieltagen jeweils zwei Mal gegen jede andere. Die punktbeste Mannschaft zu Saisonende stand als Meister dieser Liga fest, die letzte Mannschaft stieg in die 2. Deild ab.

## Saisonverlauf

### Meisterschaftsentscheidung
TB Tvøroyri erwischte mit zwei Siegen aus den ersten beiden Spielen den besten Start, wurde dann jedoch von B68 Toftir abgefangen, als TB auswärts mit 1:2 bei LÍF Leirvík verlor. B68 musste die Tabellenführung nach einem 0:1 bei TB am fünften Spieltag an die bis dahin ungeschlagene Mannschaft von HB Tórshavn abgeben, die ihrerseits einen Spieltag darauf mit 1:2 im Auswärtsspiel gegen B68 verloren, woraufhin beide Mannschaften punktgleich waren und B68 aufgrund der besseren Tordifferenz auf Platz eins stand. Am siebten Spieltag gab es erneut einen Wechsel an der Tabellenspitze, als B68 auswärts mit 0:2 bei LÍF Leirvík unterlag. HB Tórshavn konnte mit zwei Unentschieden zunächst die Führung behaupten, nach der 1:3-Heimniederlage gegen GÍ Gøta am zehnten Spieltag stand wieder B68 ganz oben. Bis zum Saisonende blieben sie ungeschlagen und gaben die Meisterschaft somit nicht mehr aus der Hand. Die Entscheidung fiel allerdings erst am letzten Spieltag. B68 gab hierbei die 2-Punkte-Führung durch ein 1:0 gegen LÍF Leirvík nicht mehr ab, so dass auch der 5:2-Auswärtssieg von TB Tvøroyri gegen KÍ Klaksvík nichts mehr nutzte.

### Abstiegskampf
B36 Tórshavn stand ab dem dritten Spieltag durchgängig am Tabellenende. Der erste Sieg gelang am sechsten Spieltag mit einem 1:0 im Heimspiel gegen LÍF Leirvík, die daraufhin punktgleich mit B36 am Tabellenende lagen. Am elften Spieltag betrug der Abstand auf KÍ Klaksvík, LÍF und GÍ Gøta wieder drei Punkte. Durch einen 2:1-Auswärtssieg gegen KÍ konnte B36 bis auf einen Punkt an KÍ aufschließen, allerdings gewannen die anderen beiden direkten Konkurrenten jeweils ihre Spiele, LÍF mit 4:1 im Auswärtsspiel gegen HB Tórshavn und GÍ mit 3:1 im Auswärtsspiel gegen NSÍ Runavík. Die Entscheidung um den Klassenerhalt fiel am 13. Spieltag, als LÍF und B36 direkt aufeinandertrafen, wobei LÍF mit einem 1:0 die Oberhand behielt. Da auch KÍ Klaksvík das direkte Duell gegen GÍ Gøta auswärts mit 2:1 gewann, betrug der Abstand vor dem letzten Spieltag uneinholbare drei Punkte. Da nützte auch der abschließende 2:0-Sieg von B36 Tórshavn gegen GÍ Gøta nichts mehr.

## Abschlusstabelle
| Pl. | Verein          | Sp. | S | U | N | Tore    | Diff. | Punkte |
| --- | --------------- | --- | - | - | - | ------- | ----- | ------ |
| 1.  | B68 Toftir      | 14  | 9 | 3 | 2 | 025:140 | +11   | 21:70  |
| 2.  | TB Tvøroyri     | 14  | 8 | 3 | 3 | 026:150 | +11   | 19:90  |
| 3.  | HB Tórshavn     | 14  | 6 | 4 | 4 | 028:240 | +4    | 16:12  |
| 4.  | LÍF Leirvík     | 14  | 4 | 5 | 5 | 019:180 | +1    | 13:15  |
| 5.  | KÍ Klaksvík     | 14  | 2 | 7 | 5 | 027:270 | ±0    | 11:17  |
| 6.  | GÍ Gøta (M, P)  | 14  | 4 | 3 | 7 | 018:240 | −6    | 11:17  |
| 7.  | NSÍ Runavík (N) | 14  | 2 | 7 | 5 | 019:270 | −8    | 11:17  |
| 8.  | B36 Tórshavn    | 14  | 3 | 4 | 7 | 015:280 | −13   | 10:18  |

Platzierungskriterien: 1. Punkte – 2. Tordifferenz – 3. geschossene Tore

| (M) | Meister des Vorjahrs           |
| (P) | Pokalsieger des Vorjahrs       |
| (N) | Neuaufsteiger aus der 2. Deild |

## Spiele und Ergebnisse
|              | B36 | B68 | GÍ  | HB  | KÍ  | LÍF | NSÍ | TB  |
| ------------ | --- | --- | --- | --- | --- | --- | --- | --- |
| B36 Tórshavn |     | 1:4 | 2:0 | 1:1 | 1:7 | 1:0 | 1:1 | 1:2 |
| B68 Toftir   | 3:0 |     | 3:2 | 2:1 | 1:1 | 1:0 | 1:1 | 2:1 |
| GÍ Gøta      | 1:1 | 1:3 |     | 0:1 | 1:2 | 2:2 | 0:0 | 1:3 |
| HB Tórshavn  | 2:2 | 2:2 | 1:3 |     | 2:2 | 1:4 | 4:2 | 1:0 |
| KÍ Klaksvík  | 1:2 | 1:2 | 1:2 | 2:3 |     | 1:1 | 3:3 | 2:5 |
| LÍF Leirvík  | 1:0 | 2:0 | 1:2 | 1:3 | 1:1 |     | 2:2 | 2:1 |
| NSÍ Runavík  | 3:1 | 0:1 | 1:3 | 1:6 | 1:1 | 2:1 |     | 1:1 |
| TB Tvøroyri  | 2:1 | 1:0 | 3:0 | 2:0 | 2:2 | 1:1 | 2:1 |     |

## Torschützenliste
Bei gleicher Anzahl von Treffern sind die Spieler nach dem Nachnamen alphabetisch geordnet.
| Platz | Spieler                 | Verein      | Tore |
| ----- | ----------------------- | ----------- | ---- |
| 1     | Aksel Højgaard          | B68 Toftir  | 10   |
| 1     | Erling Jacobsen         | HB Tórshavn | 10   |
| 3     | Trond Nolsøe            | TB Tvøroyri | 09   |
| 4     | Martin Nugent           | LÍF Leirvík | 08   |
| 5     | Jákup Mikkelsen         | KÍ Klaksvík | 07   |
| 5     | Ásmund Nolsøe           | TB Tvøroyri | 07   |
| 7     | Símun Petur Justinussen | GÍ Gøta     | 06   |
| 7     | Beinur Poulsen          | KÍ Klaksvík | 06   |
| 9     | Abraham Hansen          | NSÍ Runavík | 05   |
| 9     | Símun Johannesen        | B68 Toftir  | 05   |
| 9     | Asbjørn Mikkelsen       | NSÍ Runavík | 05   |
| 9     | Tummas Óli Mortensen    | HB Tórshavn | 05   |
| 9     | Kári Nielsen            | LÍF Leirvík | 05   |

## Trainer
| Mannschaft   | Trainer            | Spieltage |
| ------------ | ------------------ | --------- |
| B36 Tórshavn | Jóhan Nielsen      | 01–14     |
| B68 Toftir   | John Kramer        | 01–14     |
| GÍ Gøta      | Earnie Boxall      | 01–14     |
| HB Tórshavn  | Sverri Jacobsen    | 01–14     |
| KÍ Klaksvík  | Jens Hvidemose     | 01–14     |
| LÍF Leirvík  | Kári Nielsen       | 01–14     |
| NSÍ Runavík  | Abraham Hansen     | 01–07     |
| NSÍ Runavík  | Asbjørn Mikkelsen  | 01–14     |
| TB Tvøroyri  | Benadikt Valdisson | 01–14     |

NSÍ Runavík wechselte als einzige Mannschaft den Trainer aus. Nach diesem Wechsel verschlechterte sich das Team vom vierten auf den siebten Platz.

## Spielstätten
| Mannschaft   | Stadion        | Spielort   |
| ------------ | -------------- | ---------- |
| B36 Tórshavn | Gundadalur     | Tórshavn   |
| B68 Toftir   | Svangaskarð    | Toftir     |
| GÍ Gøta      | Sarpugerði     | Norðragøta |
| HB Tórshavn  | Gundadalur     | Tórshavn   |
| KÍ Klaksvík  | Við Djúpumýrar | Klaksvík   |
| LÍF Leirvík  | Uppi á Brekku  | Leirvík    |
| NSÍ Runavík  | Við Løkin      | Runavík    |
| TB Tvøroyri  | Sevmýri        | Tvøroyri   |

## Schiedsrichter
Folgende Schiedsrichter, darunter einer aus Dänemark, leiteten die 56 Erstligaspiele (zu einem Spiel fehlen die Daten):
| Name                    | Stammverein     | Spiele |
| ----------------------- | --------------- | ------ |
| Egga Jensen             | HB Tórshavn     | 06     |
| Baldvin Baldvinsson     | B36 Tórshavn    | 05     |
| Jógvan Jacobsen         | KÍ Klaksvík     | 05     |
| Nemus Napoleon Djurhuus | HB Tórshavn     | 04     |
| Kim Ejdesgaard          | Fram Tórshavn   | 04     |
| Niklas á Líðarenda      | GÍ Gøta         | 04     |
| Øssur Mohr              | ÍF Fuglafjørður | 04     |
| Jógvan Gregersen        | Fram Tórshavn   | 03     |
| Holger Hansen           | HB Tórshavn     | 03     |
| Martin á Mýrini         | HB Tórshavn     | 03     |
| Símin Fornagarð         | ÍF Fuglafjørður | 02     |
| Magnus Fuglø            | B36 Tórshavn    | 02     |
| Jens Straagaard Holm    | ÍF Fuglafjørður | 02     |
| Jákup Fr. Joensen       | GÍ Gøta         | 02     |
| Preben Olsen            | VB Vágur        | 02     |

Weitere vier Schiedsrichter leiteten jeweils ein Spiel.

## Die Meistermannschaft
In Klammern sind die Anzahl der Einsätze sowie die dabei erzielten Tore genannt.
| 1. | B68 Toftir |
|    | Andreas V. Andreassen (1/0) \| Fróði Davidsen (1/0) \| Hanus Davidsen (1/0) \| Mathias Davidsen (2/0) \| Absalon Hansen (13/0) \| Asbjørn Hansen (14/0) \| Jens Christian Hansen (10/0) \| Petur Hans Hansen (14/2) \| Aksel Højgaard (14/10) \| Ingemar Højgaard (2/0) \| Edmund Jacobsen (13/1) \| Símun Johannesen (12/5) \| Kjartan Nesá (14/0) \| Eyðfinn Olsen (8/1) \| Jógvan Martin Olsen (14/0) \| Ingolf Petersen (13/4) \| Jógvan Petersen (14/2) ohne Einsatz: Óli Heri Joensen \| Per Mikkelsen - Trainer: John Kramer |

## Nationaler Pokal
Im Landespokal gewann HB Tórshavn mit 2:0 gegen GÍ Gøta. Meister B68 Toftir schied im Halbfinale mit 1:2 und 2:5 gegen GÍ Gøta aus.